# 博約馬瀑布
博約馬瀑布（法語：Chutes Boyoma），原稱史丹利瀑布，是位於剛果民主共和國的瀑布。
博約馬瀑布由7個瀑布組成，每個瀑布的高度少於15英呎，合共落差61米（200英呎），佔河道長度超過100公里（60英哩）。瀑布之上为盧阿拉巴河，底部为剛果河干流。
0°29′28″N 25°12′23″E / 0.49111°N 25.20639°E